# Fanny von Wilamowitz-Moellendorff
Fanny Malin Huldine von Wilamowitz-Moellendorff, född Fock den 3 maj 1882 i Stockholm, död där 5 juni 1956, var en svensk grevinna och författare.

## Biografi
Fanny Fock var dotter till överste friherre Carl Fock och friherrinnan Huldine Fock, född Beamish. År 1903 gifte hon sig med majoren greve Wichard von Wilamowitz-Moellendorf, som föddes 1871 och dog 1916 på slagfältet under första världskriget. 
Hon gav ut sina dikter på svenska, men är framförallt känd för att ha skrivit en biografi om sin yngre syster Carin Göring (1888–1931), Hermann Görings första hustru. Biografin sålde i 733 000 exemplar, innan den gavs ut för sista gången 1943. Biografin användes aktivt i nazisternas propaganda. Fanny von Wilamowitz-Moellendorff delade sin systers nationalsocialistiska övertygelse. Hon skrev även Resan till det okända landet, utgiven på Ringförlaget, en positiv skildring av det hon såg som förbättringarna av det tyska samhället efter nazisternas maktövertagande 1933. I boken gavs även ett idolporträtt av Adolf Hitler, som hon ska ha träffat flera gånger. Enligt Johan Svedjedal ska von Wilamowitz-Moellendorff ha varit så entusiastisk inför nazisternas samhälleliga omvälvning att Hermann Göring ansåg henne "lite väl nazistisk för hans smak".
Fanny von Wilamowitz-Moellendorff ingick i den nära kretsen kring Verner von Heidenstam på Övralid.